# Miranda del Castañar
Miranda del Castañar – gmina w Hiszpanii, w prowincji Salamanka, w Kastylii i León, o powierzchni 21,07 km². W 2011 roku gmina liczyła 495 mieszkańców.